# Prefettura di Cinkassé
La prefettura di Cinkassé è una prefettura del Togo situata nella regione di Savane con 78.592 abitanti al censimento 2010. Il capoluogo è la città di Cinkassé.
La prefettura è stata istituita il 26 novembre 2009 con delibera dell'assemblea nazionale